# 水沢黒田助テレビ中継局
水沢黒田助テレビ中継局（みずさわくろだすけテレビちゅうけいきょく）は、岩手県奥州市に置かれていたテレビ中継局。

## 中継局概要

### デジタルテレビ放送
| リモコン 番号 | 放送局名               | チャンネル 番号 | 空中線 電力 | ERP | 放送対象地域 | 放送区域 内世帯数 |
| ------------- | ---------------------- | --------------- | ----------- | --- | ------------ | ----------------- |
| 1             | NHK 盛岡総合テレビ     | 36              | -           | -   | 岩手県       | -                 |
| 2             | NHK 盛岡教育テレビ     | 38              | -           | -   | 全国         | -                 |
| 4             | TVI テレビ岩手         | 42              | -           | -   | 岩手県       | -                 |
| 6             | IBC 岩手放送           | 40              | -           | -   | 岩手県       | -                 |
| 8             | mit 岩手めんこいテレビ | 44              | -           | -   | 岩手県       | -                 |

- デジタルテレビ放送については当初チャンネルが割り当てられたが[1]、2009年12月25日にロードマップが改定され、既設のケーブルテレビや共聴施設への接続によるカバーに変更された[2]。

### アナログテレビ放送
| チャンネル 番号 | 放送局名               | 空中線 電力         | ERP                 | 放送対象地域 | 放送区域 内世帯数 | 運用開始日    |
| --------------- | ---------------------- | ------------------- | ------------------- | ------------ | ----------------- | ------------- |
| 46 55           | NHK 盛岡教育           | 映像100mW/ 音声25mW | 映像310mW/ 音声77mW | 全国         | -                 | 1977年 2月1日 |
| 48 57           | TVI テレビ岩手         | 映像100mW/ 音声25mW | 映像310mW/ 音声77mW | 岩手県       | -                 | 1977年 2月1日 |
| 53              | NHK 盛岡総合           | 映像100mW/ 音声25mW | 映像310mW/ 音声77mW | 岩手県       | -                 | 1977年 2月1日 |
| 59              | IBC 岩手放送           | 映像100mW/ 音声25mW | 映像310mW/ 音声77mW | 岩手県       | -                 | 1977年 2月1日 |
| 61              | mit 岩手めんこいテレビ | 映像100mW/ 音声25mW | 映像310mW/ 音声77mW | 岩手県       | -                 | -             |

- 所在地： 奥州市水沢区羽田町字向田
- 放送エリア： 盛岡送信所からの電波が届きにくい奥州市の水沢江刺駅南東部をカバーしていた。
- NHK教育テレビとテレビ岩手の数字は、2005年12月14日まで、地デジ本放送開始に際して、混信防止のため、アナアナ変換により送信されていたチャンネル[5][6]。
- 2011年7月24日をもって廃止される予定だったが、同年3月11日に発生した東日本大震災の影響により、2012年3月31日まで延期された。なお、岩手朝日テレビ（IAT）にはチャンネルが割り当てられていなかった。